# Bùi Thị Thêm
Bùi Thị Thêm (1924-2024), bí danh Ba Bé, là một nữ Anh hùng Lực lượng vũ trang nhân dân, bà mẹ Việt Nam anh hùng trong Chiến tranh Việt Nam.

## Cuộc đời
Bà Bùi Thị Thêm sinh năm 1924, quê ở xã Vĩnh Phước A, huyện Gò Quao, tỉnh Kiên Giang có chồng và hai con là liệt sĩ. Bà từng ba lần bị bắt và bị tra tấn dã man như dùng kim châm hay chạy điện vào mười đầu ngón tay nhưng chưa lần nào vũ khí rơi vào tay đối phương. Khi ra tù, bà vẫn tiếp tục hoạt động cách mạng.
Bà được coi là “Nữ kiện tướng đánh tàu trên sông Cái Lớn” khi đêm đêm chong đèn trên sông làm ám hiệu cho bội đội đặc công đánh trái nổ. Bà là người phụ nữ nông dân, không biết chữ nhưng biết xác định tọa độ, biết sử dụng súng pháo để đánh tàu đối phương. Bà là người đã đánh chìm 12 tàu chiến và tiêu diệt hàng trăm lính đối phương trên sông Cái Lớn.
Bà mất vào ngày 20 tháng 4 năm 2024, hưởng thọ 100 tuổi.
Bà được chọn tên để đặt tên cho ấp của quê nhà khi đang còn sống (ấp Bùi Thị Thêm).